# Schéma noethérien
En géométrie algébrique, les schémas noethériens sont aux schémas ce que les anneaux noethériens sont aux anneaux commutatifs. Ce sont les schémas qui possèdent un certain nombre de propriétés de finitude. De nombreux résultats fondamentaux en géométrie algébrique sont montrés dans le cadre des schémas noethériens. Il est généralement considéré comme raisonnable de travailler dans la catégorie des schémas noethériens. 

## Définition
Un schéma affine Spec A est noethérien si A est un anneau noethérien. 
Un schéma noethérien est un schéma qui est réunion finie d'ouverts affines noethériens. 
Exemples
- La droite projective {\displaystyle \mathbb {P} _{k}^{1}} sur un corps {\displaystyle k} est noethérienne.
- Une réunion disjointe infinie de Spec k n'est pas noethérienne. Elle est cependant localement noethérienne, c'est-à-dire que tout point possède un voisinage ouvert affine noethérien.

## Constructions de schémas noethériens
À partir d'un anneau noethérien {\displaystyle A} (par exemple un corps ou l'anneau ℤ des entiers), on peut construire les anneaux de polynômes {\displaystyle A[T_{1},\ldots ,T_{n}]} qui sont noethériens. Les quotients et les localisés d'anneaux noethériens sont noethériens. L'anneau des séries formelles {\displaystyle A[[T_{1},\ldots ,T_{n}]]} est noethérien. Un complété formel (en) d'un anneau noethérien est noethérien. Essentiellement toutes les constructions habituelles en algèbre commutative conservent la noethérianité. Cependant le produit tensoriel d'anneaux noethériens au-dessus d'un anneau noethérien n'est pas nécessairement noethérien. 
Si X est un schéma noethérien, tout sous-schéma ouvert ou fermé de X est noethérien. Tout schéma de type fini sur un schéma noethérien est noethérien. Ainsi toute variété algébrique est un schéma noethérien.

## Propriétés topologiques
L'espace topologique sous-jacent à un schéma noethérien est quasi-compact, c'est-à-dire que de tout recouvrement ouvert on peut extraire un sous-recouvrement fini. 
C'est même un espace noethérien, c'est-à-dire qu'il vérifie la condition de chaîne descendante sur les fermés.
Récurrence noethérienne. Dans un espace topologique noethérien X, on considère une propriété (P) concernant les parties fermées de X. Supposons que pour toute partie fermée F, on a 
alors (P) est vérifiée pour toute partie fermée de X. 
Un espace noethérien a un nombre fini de composantes irréductibles et donc un nombre fini de composantes connexes. Celles-ci sont alors ouvertes et fermées. 
Si un espace noethérien est de dimension finie, alors toute suite croissante de parties fermées est stationnaire.